# Самсон-Льон
Самсо́н-Льон (фр. Samsons-Lion) — коммуна во Франции, находится в регионе Аквитания. Департамент — Атлантические Пиренеи. Входит в состав кантона Тер-де-Люи и Кото-дю-Вик-Бий. Округ коммуны — По.
Код INSEE коммуны — 64503.

## География

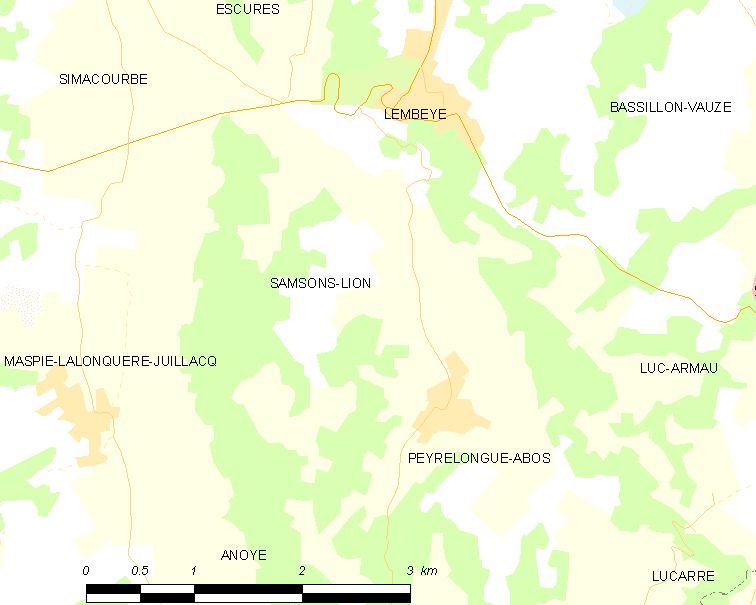
Карта коммуны

Коммуна расположена приблизительно в 640 км к югу от Парижа, в 160 км южнее Бордо, в 26 км к северо-востоку от По.
На северо-востоке коммуны протекает река Пети-Леес.

### Климат
Климат тёплый океанический. Зима мягкая, средняя температура января — от +5°С до +13°С, температуры ниже −10 °C бывают редко. Снег выпадает около 15 дней в году с ноября по апрель. Максимальная температура летом порядка 20-30 °C, выше 35 °C бывает очень редко. Количество осадков высокое, порядка 1100 мм в год. Характерна безветренная погода, сильные ветры очень редки.

## Население
Население коммуны на 2010 год составляло 76 человек.
| 1962 | 1968 | 1975 | 1982 | 1990 | 1999 | 2010 |
| ---- | ---- | ---- | ---- | ---- | ---- | ---- |
| 83   | 69   | 53   | 54   | 64   | 75   | 76   |

## Администрация
| Период | Период | Фамилия          | Партия | Примечания |
| ------ | ------ | ---------------- | ------ | ---------- |
| 1995   | 2014   | Филипп Касте     |        |            |
| 2014   | 2020   | Жан-Филипп Касте |        |            |

## Экономика
В 2010 году среди 50 человек трудоспособного возраста (15-64 лет) 31 были экономически активными, 19 — неактивными (показатель активности — 62,0 %, в 1999 году было 67,5 %). Из 31 активных жителей работали 29 человек (17 мужчин и 12 женщин), безработных было 2 (2 мужчин и 0 женщин). Среди 19 неактивных 6 человек были учениками или студентами, 7 — пенсионерами, 6 были неактивными по другим причинам.

## Достопримечательности
- Церковь Св. Варфоломея (XII век)[4]
- Церковь Св. Марии Магдалины (XII век)[5]

## Фотогалерея

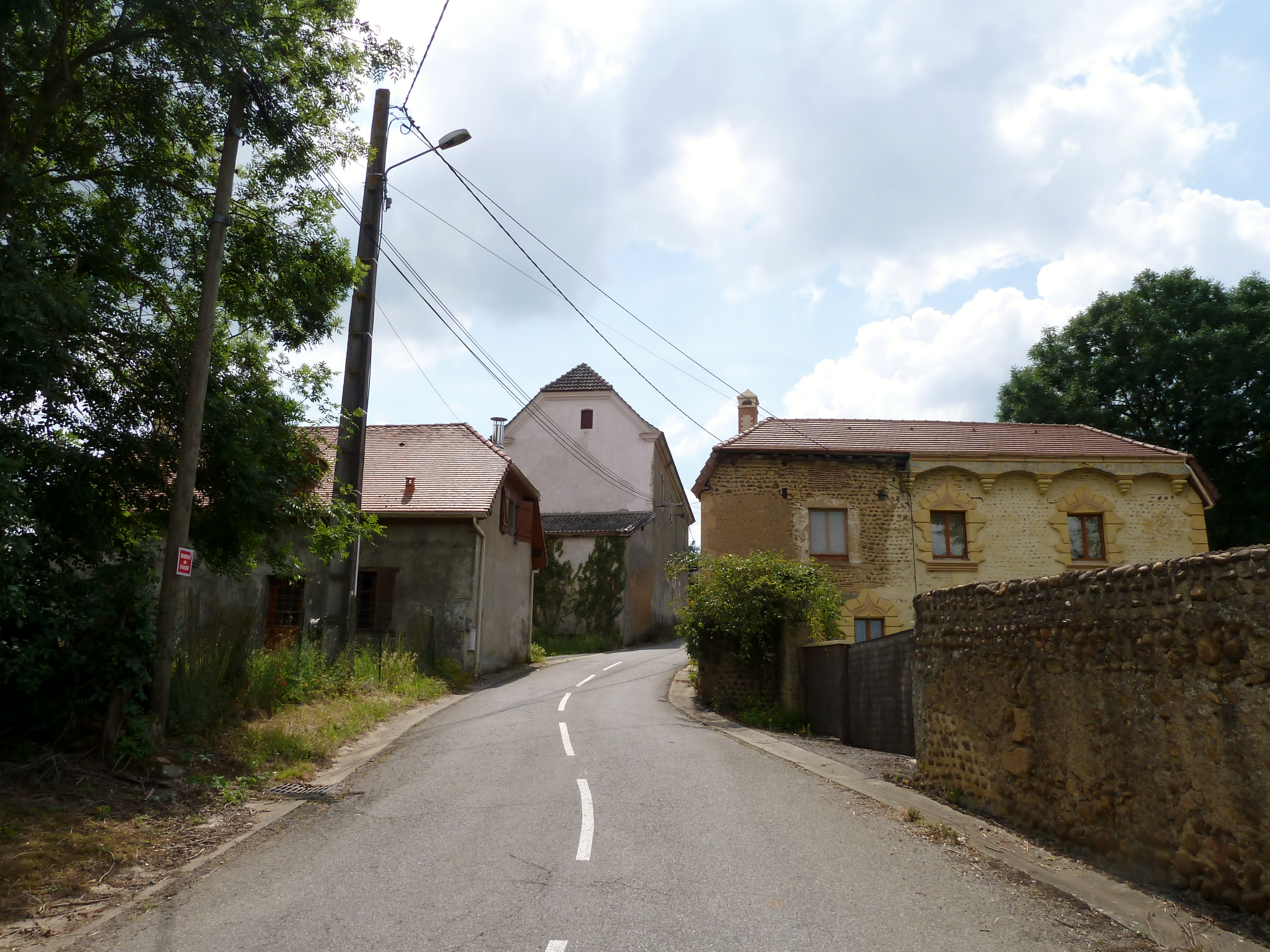
Самсон-Льон
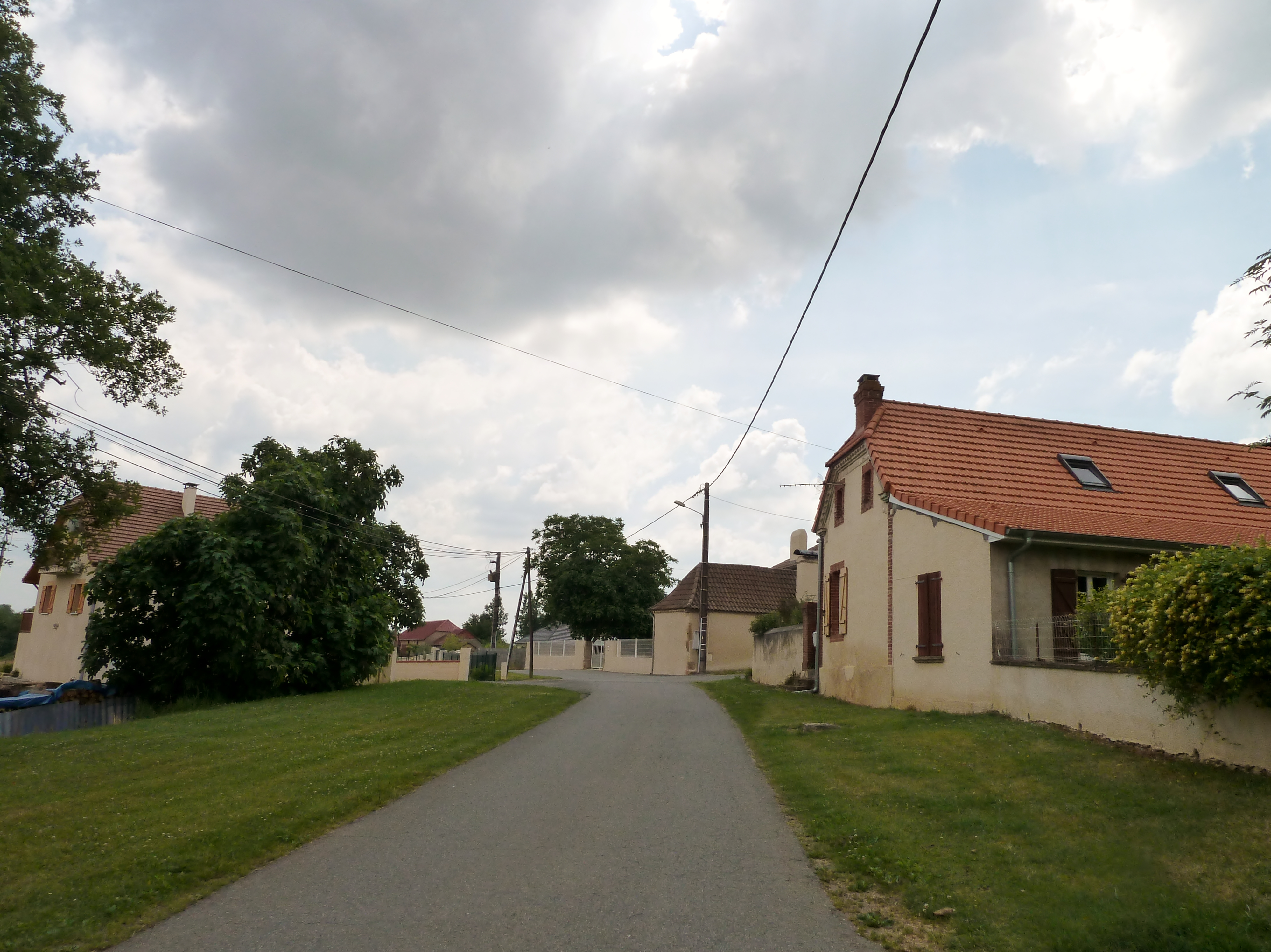
Самсон-Льон
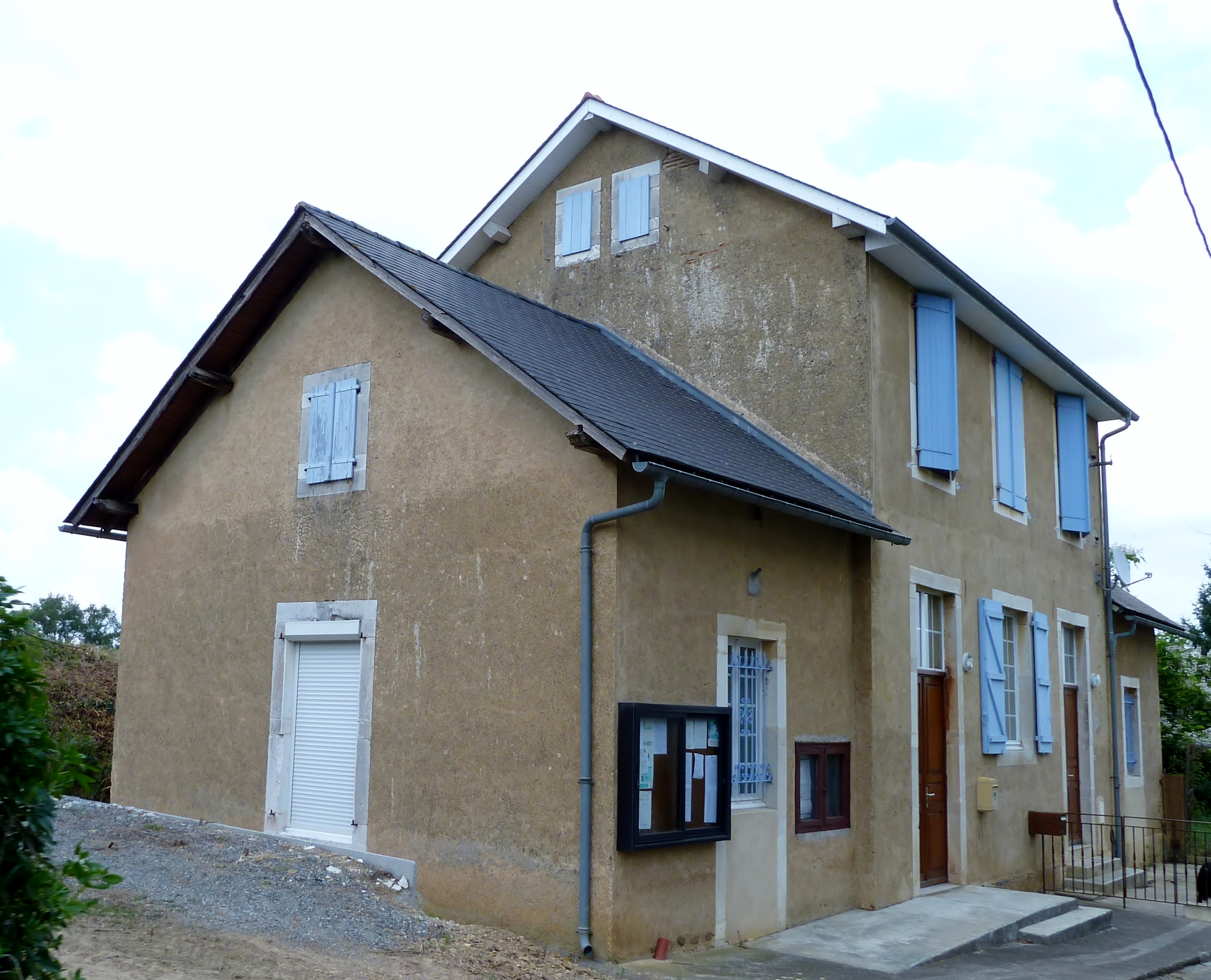
Мэрия